# Exorfina
Exorfina é um receptor opioide gerado através da ingestão de proteína de glúten e caseína.